# Courbet (cuirassé, 1911)
Pour les autres navires du même nom, voir Courbet (navire).
Le Courbet est un cuirassé de la Marine française lancé en 1911, navire de tête de la classe du même nom. Il participe à la Première Guerre mondiale, passant la majorité du conflit en mer Méditerranée. Il est converti en navire-école d'artillerie durant l'entre-deux-guerres, avant d'être réarmé à la hâte lorsque la Seconde Guerre mondiale éclate. Saisi par les Britanniques à Portsmouth lors de l'opération Catapult, le navire sert de batterie antiaérienne flottante avant d'être désarmé et coulé comme brise-lames au large de Sword Beach peu après le débarquement, en 1944.

## Conception

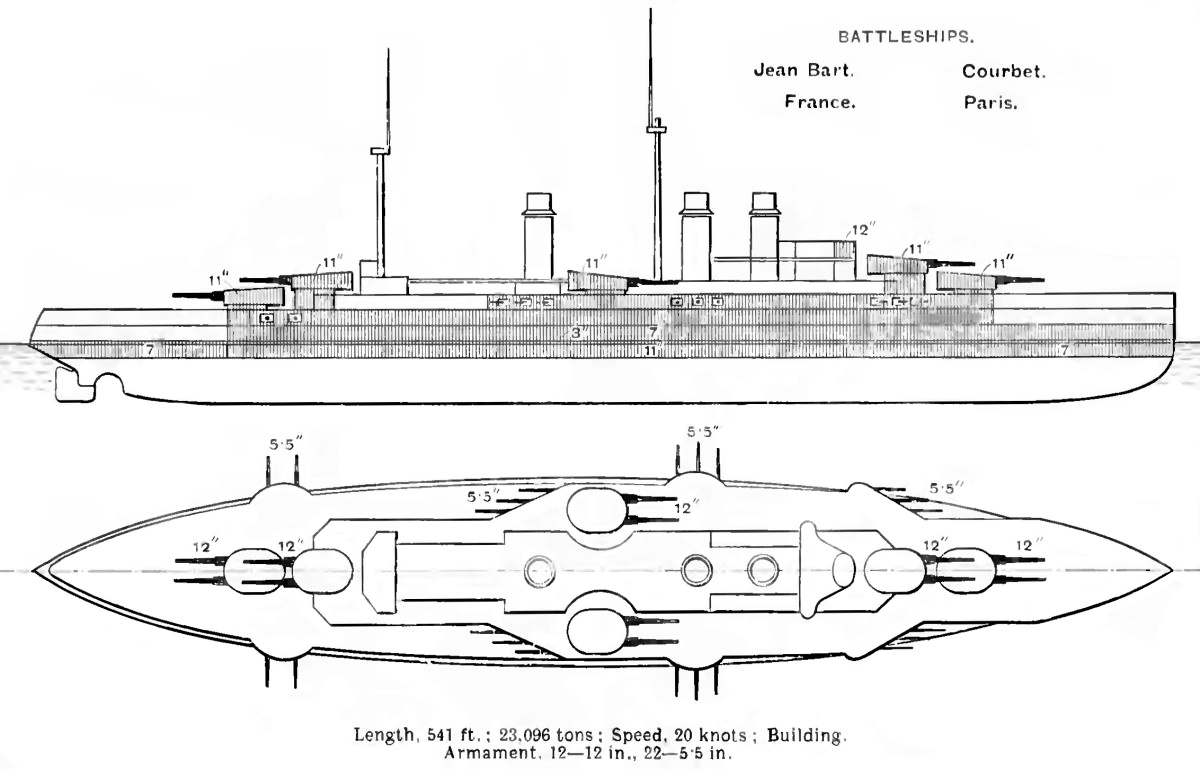
Silhouette du navire de 1912.

## Histoire
Construit à Lorient au début des années 1910, il est nommé d'après l'amiral Amédée Courbet. Durant la Première Guerre mondiale, il passe la majeure partie du temps en mer Méditerranée, participant notamment à la destruction du croiseur austro-hongrois Zenta en août 1914. Il prend également part au blocus de la marine austro-hongroise en mer Adriatique.
Durant l’entre-deux-guerres, le Courbet est modernisé à plusieurs reprises, ses armes de bord sont remplacées et améliorées. Transféré dans l’école de tir puis dans l’école de navigation en 1937, il subit une remise en état finale entre le 1er avril 1937 et le 19 septembre 1938. En 1939, il retrouve son rôle de navire d'entraînement en vue d'une mise en réserve future, mais le déclenchement de la Seconde Guerre mondiale en décide autrement. 
Au début de la guerre, le Courbet et son sister-ship le Paris forment la cinquième escadre. Déployé au large de Cherbourg, il reçoit l’ordre d’appuyer les défenseurs de la ville contre les unités de la 7e division blindée allemande, sans grands succès.
Le 20 juin 1940, le Courbet fait route vers Portsmouth en Angleterre, et après avoir rejoint les Forces françaises libres, il est utilisé, sous le commandement de Georges Gayral, comme bâtiment antiaérien pour la défense de Portsmouth jusqu'au 31 mars 1941. À bord du cuirassé se trouvait notamment le canonnier Léon Gautier, l’un des 177 soldats français du commando Kieffer ayant débarqué le 6 juin en Normandie. A noter qu'outre Léon Gautier, Philippe de Gaulle, fils du général ainsi qu'Hubert Germain, dernier compagnon de la Libération ont servi sur ce cuirassé. Désarmé le 31 mars 1941, il sert de navire cible en Écosse, où il participe aux essais « Highball ». Il navigue à travers la Manche pour la dernière fois en juin 1944, remorqué par les HMRT Growler et HMRT Samsonia, afin de servir de brise-lames au sein d’un des gooseberries. Il est sabordé le 9 juin à 13 h 30 devant Sword Beach ; son bloc moteur fut remplacé au préalable par du béton. Son épave fut surmontée d’un drapeau tricolore frappé de la croix de Lorraine.
Toutefois, sa tourelle antiaérienne reste active pendant la durée de la bataille de Normandie, ouvrant le feu sur les appareils de la Luftwaffe dans ce secteur, gênant les Allemands qui cherchent alors à éliminer définitivement cette menace. Le Courbet est frappé par des torpilles Neger pendant la nuit du 15 au 16 août ainsi que la nuit suivante.
L'épave est démolie dans les années 1950.